# Matera
Matera (italijanska izgovorjava: [maˈtɛːra], lokalno maˈteːra; materansko Matàrë [maˈtæːrə]) je mesto v deželi Bazilikata v južni Italiji.
Kot glavno mesto pokrajine Matera, njeno prvotno naselje leži v dveh kanjonih, ki jih je vklesala reka Gravina. To območje, Sassi di Matera, je kompleks jamskih bivališč, vklesanih v starodavni rečni kanjon. V svoji zgodovini so Matero zasedli Grki, Rimljani, Longobardi, Bizantinci, Saraceni, Švabi, Anžujci, Aragonci in Burboni.
Do poznih 1800-ih so jamska bivališča Matere postala znana po nepremagljivi revščini, slabih sanitarnih pogojih, slabih delovnih pogojih in razširjenih boleznih. Evakuirano leta 1952 je bilo prebivalstvo preseljeno v sodobna stanovanja, Sassi (ital. »kamni«) pa so ležali zapuščeni do 1980-ih. Prenovljena vizija in naložbe so privedle do tega, da so jamska bivališča postala znana zgodovinska turistična destinacija s hoteli, majhnimi muzeji in restavracijami – ter živahno umetniško skupnostjo.
Znan kot la città sotterranea ("podzemno mesto"), sta bila Sassi in park rupestrskih cerkva leta 1993 razglašena za Unescovo svetovno dediščino. Leta 2019 je bila Matera razglašena za evropsko prestolnico kulture.

## Zgodovina
Čeprav znanstveniki še naprej razpravljajo o datumu, ko so bila stanovanja prvič naseljena v Materi in o kontinuiteti njihove poznejše poselitve, se domneva, da je bilo območje današnje Matere naseljeno že od paleolitika (10. tisočletje pr.n.št.). Zaradi tega je potencialno eno najstarejših stalno naseljenih naselij na svetu. Alternativno je arhitekturna zgodovinarka Anne Parmly Toxey predlagala, da je bilo območje »neprekinjeno zasedeno vsaj tri tisočletja in občasno zasedeno 150–700 tisočletij pred tem«.
Mesto Matera je leta 251 pred našim štetjem ustanovil Rimljan Lucij Cecilij Metel, ki ga je imenoval Matheola. Leta 664 so Matero osvojili Langobardi in postala del vojvodine Benevento. Arhitekturna zgodovinarka Anne Parmly Toxey piše, da se »razpravlja o datumu ustanovitve Matere; vendar spoštovano delo zgodnjih mestnih kronistov ponuja številne, splošno sprejete zapise o gotskih, longobardskih, bizantinskih in saracenskih obleganjih mesta, ki se začne v 8. stoletju in pospešeno skozi 9. stoletje našega štetja.« V 7. in 8. stoletju so bližnje jame kolonizirale tako benediktinske kot bazilijanske samostanske ustanove. Za 9. in 10. stoletje je bil značilen boj med Bizantinci in nemškimi cesarji, vključno z Ludvikom II., ki je mesto delno uničil. Po naselbini Normanov v Apuliji je Materi od leta 1043 vladal Viljem Železnoroki.
Po kratki skupni fazi in vrsti kug in potresov je mesto v 15. stoletju postalo aragonska posest in je bilo dano v fevd baronom družine Tramontano. Leta 1514 pa se je prebivalstvo uprlo zatiranju in ubilo grofa Giovannija Carla Tramontana. V 17. stoletju je bila Matera predana Orsinijem in nato postala del Terra d'Otranto v Apuliji. Kasneje je bilo glavno mesto province Bazilikata, položaj, ki ga je ohranilo do leta 1806, ko ga je Joseph Bonaparte dodelil Potenzi.
Leta 1927 je postalo glavno mesto nove pokrajine Matera.

## Znamenitosti

### Sassi (antično mesto)
Matera je pridobila mednarodno slavo zaradi svojega starodavnega mesta, "Sassi di Matera". Sassi izvirajo iz prazgodovinske trogloditske (prebivalci jam) naselbine in ta bivališča naj bi bila med prvimi človeškimi naselbinami v današnji Italiji. Sassi so bivališča, vkopana v samo apnenčasto skalo, ki je značilna za Bazilikato in Apulijo. Mnogi od njih so res le majhne votline, v nekaterih delih Sassija pa ulica leži na vrhu druge skupine stanovanj. Starodavno mesto je zraslo na enem pobočju skalnate grape, ki jo je ustvarila reka, ki je danes manjši potok, in ta grapa je doma znana kot "la Gravina". V 1950-ih je vlada Italije kot del politike za odpravo skrajne revščine Sassijev uporabila silo, da je večino prebivalstva Sassijev preselila v nova javna stanovanja v razvijajočem se sodobnem mestu.
Do poznih 1980-ih je Sassi še vedno veljal za območje revščine, saj so bila njegova stanovanja in v večini primerov še vedno niso primerna za bivanje in nevarna. Sedanja lokalna uprava je postala bolj turistično usmerjena in je s pomočjo italijanske vlade, Unesca in Hollywooda spodbujala obnovo Sassija kot slikovite turistične atrakcije. Danes je tam veliko uspešnih podjetij, pubov in hotelov, mesto pa je med najhitreje rastočimi v južni Italiji.
- Notranjost jamske hiše
- Zunanjost jamske cerkve
- Notranjost jamske cerkve

### Samostani in cerkve
Matera ohranja veliko in raznoliko zbirko stavb, povezanih s krščansko vero, vključno z velikim številom rupestrskih cerkva, izklesanih iz apnenčaste kamnine pokrajine. Te cerkve, ki jih najdemo tudi v sosednji pokrajini Apuliji, so bile leta 1998 uvrščene na seznam World Monuments Watch Svetovnega sklada za spomenike.
Stolnica v Materi (1268–1270) je posvečena Santa Maria della Bruna od leta 1389. Zgrajena v apulijskem romanskem slogu ima 52 m visok zvonik, poleg glavnih vrat pa je kip Marije della Bruna, podprte s kipi svetih Petra in Pavla. Glavna značilnost fasade je okno rozeta, razdeljeno s šestnajstimi majhnimi stebri. Notranjost je ima tloris latinskega križa, z glavno in dvema stranskima ladjama. Okras je večinoma iz baročne obnove iz 18. stoletja, pred kratkim pa je bila odkrita freska iz 14. stoletja v bizantinskem slogu, ki prikazuje Poslednjo sodbo.
Dve drugi pomembni cerkvi v Materi, obe posvečeni apostolu Petru, sta San Pietro Caveoso (v Sasso Caveoso) in San Pietro Barisano (v Sasso Barisano). San Pietro Barisano je bil nedavno obnovljen v projektu Svetovnega sklada za spomenike, ki ga financira American Express. Glavni oltar in notranje freske so bili očiščeni, manjkajoči deli letvic, reliefov in drugih okraskov pa so bili rekonstruirani iz fotografskega arhiva ali okoliških fragmentov.
Obstaja veliko drugih cerkva in samostanov, ki segajo skozi zgodovino krščanske cerkve. Nekatere so preproste jame z enim samim oltarjem in morda fresko, ki so pogosto na nasprotni strani grape. Nekatere so zapletene mreže jam z velikimi podzemnimi komorami, za katere se domneva, da so jih za meditacijo uporabljali menihi rupestri in cenobiti.

### Zbiralniki vode
Matera je bila zgrajena nad globoko grapo, imenovano Gravina, ki deli ozemlje na dve območji. Zgrajena je bila tako, da je skrita, vendar je oteževala oskrbo z vodo svojim prebivalcem. Zgodnji prebivalci so vlagali ogromno energije v gradnjo zbiralnikov in sistemov vodnih kanalov.
Največji zbiralnik je bil najden pod Piazza Vittorio Veneto, Palombaro Lungo, ki je bila zgrajena leta 1832. S svojimi trdnimi stebri, izklesanimi iz skale, in višino oboka več kot petnajst metrov, je prava vodna katedrala, po kateri se lahko pluje s čolnom. Tako kot drugi zbiralniki v mestu je zbiral deževnico, ki je bila filtrirana in nadzorovano odtekala v Sassi.
Bilo je tudi veliko majhnih površinskih kanalov, ki so napajali tolmune in viseče vrtove. Poleg tega je bilo veliko zvonastih cistern v vkopanih hišah napolnjenih zaradi pronicanja. Kasneje, ko se je število prebivalstva povečalo, so mnoge od teh cistern spremenili v hiše in uvedli druge vrste sistemov za zbiranje vode.
Nekateri od teh novejših objektov imajo obliko hiš, potopljenih v zemljo.

### Naravno okolje
Narodni park Murgia (Parco della Murgia Materana), regionalni park, ustanovljen leta 1990, vključuje ozemlje Gravina di Matera in približno 150 skalnih cerkva, raztresenih po pobočjih grap in planote Murgia. Na tem območju, naseljenem že v prazgodovini, so še vedno ohranjena bivališča iz paleolitika, kot je Grotta dei pipistrelli (jama netopirjev) in neolitika.Simbol parka je južna postovka.
Regionalni rezervat San Giuliano, zaščiteno območje, ustanovljeno leta 2000, vključuje jezero San Giuliano, umetni rezervoar, ki je nastal z zajezitvijo reke Bradano, in reke gorvodno in dolvodno od nje.

#### Timmari
Colle di Timmari, zelena pljuča, ki so približno 15 km od mesta, dominira nad dolino Bradano in jezerom San Giuliano. Je prijetno stanovanjsko območje, na vrhu hriba pa je majhno svetišče San Salvatore iz leta 1310 in pomembno arheološko območje.
- Gravina di Matera
- Narodni park Murgia s prazgodovinskimi jamami in rupestrijskimi cerkvami
- Konji v NP Murgia
- Saracenska vas
- Jamska cerkev San Luca alla Selva
- Regionalni rezervat San Giuliano

### Drugo
- Grad Tramontano
- Palazzo Lanfranchi
- Avditorij kulturnega doma Casa Cava

Grad Tramontano, ki ga je v začetku 16. stoletja začel graditi Gian Carlo Tramontano, grof iz Matere, je verjetno edina druga zgradba, ki je nadzemna in ima velik pomen zunaj Sassija. Vendar je gradnja ostala nedokončana po njegovem atentatu v ljudskem nemiru 29. decembra 1514. Ima tri velike stolpe, dvanajst pa jih je verjetno vključenih v prvotno zasnovo. Med obnovitvenimi deli na glavnem mestnem trgu so delavci naleteli na to, kar naj bi bilo temelj drugega grajskega stolpa. Vendar so pri nadaljnjih izkopavanjih odkrili velike rimske cisterne. Odkrite so bile celotne hišne strukture, kjer je mogoče videti, kako so živeli ljudje tiste dobe.
Palazzo dell'Annunziata je zgodovinska stavba na glavnem trgu, sedež Pokrajinske knjižnice.

## Kultura
Matera je bila 17. oktobra 2014 skupaj z drugim največjim bolgarskim mestom Plovdivom razglašena za evropsko prestolnico kulture za leto 2019.

### Kuhinja
Kuhinja Matere je tipična cucina povera (kmečka hrana) iz južne Italije. Ima nekakšno mešanico kuhinj Bazilikatz in Apulije, ki je na obmejnem območju med obema regijama. Nekatere specialitete so peperoni cruschi, sorta sladke in suhe paprike, zelo priljubljena v Bazilikati in Pane di Matera, vrsta kruha, ki je prepoznavna po svojem intenzivnem okusu in stožčasti obliki, ki ima status zaščitene geografske označbe (ZGO). Matera proizvaja istoimensko vino, ki nosi oznako Denominazione di origine controllata (DOC).
Nekatere jedi lokalne kuhinje so:
- Crapiata, kmečka juha s čičeriko, fižolom, fižolom, pšenico, lečo, cicerkijem (lat.  Pustularia cicercula – morski polž). Star recept iz rimskega obdobja, kasneje obogaten z drugimi sestavinami, kot je krompir, je običajen ritual, ki je prerasel v "Sassi di Matera" in se praznuje 1. avgusta.[17]
- Orecchiette alla materana, pečene testenine orecchiette, začinjene s paradižnikom, jagnjetino, mocarelo in sirom Pecorino
- Pasta con i peperoni cruschi, jed iz testenin s peperoni cruschi in ocvrtimi drobtinami. Dodamo lahko nariban sir ali zeleno repo.
- Cialedda, varčen recept s starim kruhom kot glavno sestavino. Lahko je calda (vroče) z jajcem, lovorjevimi listi, česnom in olivami ali fredda (hladno) s paradižnikom in česnom.[18]
- Pignata, ovčje meso s krompirjem, čebulo, paradižnikom in zeleno, kuhano v pignati, terakotni posodi v obliki amfore.[19]
- Strazzate, drobljivi piškoti, pripravljeni z jajcem, mandlji in kavo

### Verski običaji
Praznik Madonne della Bruna, ki poteka v Materi 2. julija vsako leto, je znan po verski procesiji z okrašenim vozom, ki ga nato gledalci razvlečejo. Začetki festivala niso dobro poznani, saj se je njegova zgodba spreminjala, ko se je prenašala iz roda v rod. Ena od teh legend pravi, da je neka žena prosila kmeta, naj se povzpne na njen voz, da bi jo spremljal do Matere. Ko je prispela na obrobje mesta, je izstopila iz voza in prosila kmeta, naj njeno sporočilo odnese škofu. V tem sporočilu je rekla, da je Kristusova mati. Škof, duhovščina in ljudstvo so hiteli sprejemati Devico, a so našli kip. Tako je kip Madone vstopil v mesto na zmagovalnem vozu. Druga legenda govori o uničenju voza: Saraceni oblegajo Matero in državljani so jo, da bi zaščitili sliko Madone, skrili na mali voz. Nato so uničili voz, da bi Saracenom preprečili, da bi vzeli podobo.
Imenu Madonna della Bruna se pripisujejo različne hipoteze: prva pravi, da samostalnik izhaja iz langobardskega visokosrednjeveškega izraza brùnja (oklep/zaščita vitezov). Torej bi ime lahko pomenilo Madonna of Defense. Druga hipoteza je, da ime izvira iz herbon, mesta Giudea, kamor je Devica šla obiskat svojo sestrično Elizabeto. Tretja hipoteza pravi, da ime izvira iz barve obraza Device. Profani vložki, kot je navalis voz in njegovo nasilno uničenje, skupaj z intimnostjo in versko slovesnostjo, kažejo, da ima ta festival skupne korenine s starodavnimi tradicijami drugih sredozemskih držav. Na primer, v grški kulturi poročne zabave praznujejo tudi z zmagoslavnim vozom (bogato oblikovane ladje na kolesih). Madonina skulptura je v ohišju v njej posvečenem transeptu stolnice, kjer je tudi freska, ki jo upodablja. Izvira iz 13. stoletja in spada v bizantinsko šolo. 

## Galerija
- Via Ridola
- Via Bruno Buozzi
- Arheološki muzej Domenico Ridola
- Palazzo dell'Annunziata
- Cerkev Frančiška Asiškega
- Cerkev San Agostino
- Cerkev Janeza Krstnika

## Pobratena mesta
Matera je pobratena z: 
- Oulu, Finska
- Petra, Jordanija
- Toms River, New Jersey, ZDA